# U.S. Men's Clay Court Championships 2003 - Qualificazioni singolare
Le qualificazioni del singolare  dell'U.S. Men's Clay Court Championships 2003 sono state un torneo di tennis preliminare per accedere alla fase finale della manifestazione. I vincitori dell'ultimo turno sono entrati di diritto nel tabellone principale. In caso di ritiro di uno o più giocatori aventi diritto a questi sono subentrati i lucky loser, ossia i giocatori che hanno perso nell'ultimo turno ma che avevano una classifica più alta rispetto agli altri partecipanti che avevano comunque perso nel turno finale.
Le qualificazioni del torneo U.S. Men's Clay Court Championships 2003 prevedevano 32 partecipanti di cui 4 sono entrati nel tabellone principale.

## Teste di serie
1. Cecil Mamiit (ultimo turno)
2. Ricardo Mello (Qualificato)
3. Sergio Roitman (Qualificato)
4. Tomáš Zíb (primo turno)

1. Michael Russell (primo turno)
2. Jack Brasington (Qualificato)
3. Paul Goldstein (Qualificato)
4. Sébastien de Chaunac (secondo turno)

## Qualificati
1. Jack Brasington
2. Ricardo Mello

1. Sergio Roitman
2. Paul Goldstein

## Tabellone

### Legenda
| - Q = Qualificato - WC = Wild card - LL = Lucky loser | - ALT = Alternate - SE = Special Exempt - PR = Protected Ranking | - w/o = Walkover - r = Ritirato - d = Squalificato |

### Sezione 1
|  | Primo turno       | Primo turno       | Primo turno       | Primo turno | Primo turno |  |  | Secondo turno | Secondo turno   | Secondo turno   | Secondo turno   | Secondo turno |   |   | Ultimo turno | Ultimo turno | Ultimo turno | Ultimo turno | Ultimo turno |  |
|  |                   |                   |                   |             |             |  |  |               |                 |                 |                 |               |   |   |              |              |              |              |              |  |
|  |                   |                   |                   |             |             |  |  |               |                 |                 |                 |               |   |   |              |              |              |              |              |  |
|  |                   |                   |                   |             |             |  |  | 1             | Cecil Mamiit    | Cecil Mamiit    | 6               | 6             |   |   |              |              |              |              |              |  |
|  | Pavel Šnobel      | Pavel Šnobel      | Pavel Šnobel      | 6           | 6           |  |  |               | Pavel Šnobel    | Pavel Šnobel    | 2               | 0             |   |   |              |              |              |              |              |  |
|  | Ignacio Hirigoyen | Ignacio Hirigoyen | Ignacio Hirigoyen | 3           | 2           |  |  |               |                 |                 |                 |               |   |   | 1            | Cecil Mamiit | 6            | 2            | 3            |  |
|  | Devin Bowen       | Devin Bowen       | Devin Bowen       | 6           | 6           |  |  |               |                 | 6               | Jack Brasington | 1             | 6 | 6 |              |              |              |              |              |  |
|  | Chad Camper       | Chad Camper       | Chad Camper       | 2           | 2           |  |  |               | Devin Bowen     | Devin Bowen     | 2               | 2             |   |   |              |              |              |              |              |  |
|  | 6                 | Jack Brasington   | 6                 | 64          | 7           |  |  | 6             | Jack Brasington | Jack Brasington | 6               | 6             |   |   |              |              |              |              |              |  |
|  |                   | Juan Pablo Guzmán | 3                 | 7           | 64          |  |  |               |                 |                 |                 |               |   |   |              |              |              |              |              |  |

### Sezione 2
|  | Primo turno           | Primo turno           | Primo turno           | Primo turno | Primo turno |  |  | Secondo turno | Secondo turno         | Secondo turno         | Secondo turno | Secondo turno |   |   | Ultimo turno | Ultimo turno  | Ultimo turno  | Ultimo turno | Ultimo turno |  |
|  |                       |                       |                       |             |             |  |  |               |                       |                       |               |               |   |   |              |               |               |              |              |  |
|  |                       |                       |                       |             |             |  |  |               |                       |                       |               |               |   |   |              |               |               |              |              |  |
|  |                       |                       |                       |             |             |  |  | 2             | Ricardo Mello         | Ricardo Mello         | 6             | 6             |   |   |              |               |               |              |              |  |
|  | Levar Harper-Griffith | Levar Harper-Griffith | Levar Harper-Griffith | 6           | 6           |  |  |               | Levar Harper-Griffith | Levar Harper-Griffith | 3             | 2             |   |   |              |               |               |              |              |  |
|  | Leonardo Silva        | Leonardo Silva        | Leonardo Silva        | 0           | 0           |  |  |               |                       |                       |               |               |   |   | 2            | Ricardo Mello | Ricardo Mello | 6            | 6            |  |
|  | Emin Ağayev           | Emin Ağayev           | Emin Ağayev           | 6           | 7           |  |  |               |                       |                       | Emin Ağayev   | Emin Ağayev   | 4 | 3 |              |               |               |              |              |  |
|  | Jeff Salzenstein      | Jeff Salzenstein      | Jeff Salzenstein      | 3           | 63          |  |  | Emin Ağayev   | Emin Ağayev           | 7                     | 3             | 6             |   |   |              |               |               |              |              |  |
|  |                       | Éric Prodon           | Éric Prodon           | 6           | 3           |  |  | Éric Prodon   | Éric Prodon           | 62                    | 6             | 2             |   |   |              |               |               |              |              |  |
|  | 5                     | Michael Russell       | Michael Russell       | 2           | 1r          |  |  |               |                       |                       |               |               |   |   |              |               |               |              |              |  |

### Sezione 3
|  | Primo turno             | Primo turno             | Primo turno             | Primo turno | Primo turno |  |  | Secondo turno | Secondo turno        | Secondo turno  | Secondo turno    | Secondo turno    |   |   | Ultimo turno | Ultimo turno   | Ultimo turno   | Ultimo turno | Ultimo turno |  |
|  |                         |                         |                         |             |             |  |  |               |                      |                |                  |                  |   |   |              |                |                |              |              |  |
|  |                         |                         |                         |             |             |  |  |               |                      |                |                  |                  |   |   |              |                |                |              |              |  |
|  |                         |                         |                         |             |             |  |  | 3             | Sergio Roitman       | Sergio Roitman | 7                | 6                |   |   |              |                |                |              |              |  |
|  | Maxime Boye             | Maxime Boye             | Maxime Boye             | 6           | 6           |  |  |               | Maxime Boye          | Maxime Boye    | 5                | 4                |   |   |              |                |                |              |              |  |
|  | Michael Magnone         | Michael Magnone         | Michael Magnone         | 0           | 0           |  |  |               |                      |                |                  |                  |   |   | 3            | Sergio Roitman | Sergio Roitman | 7            | 6            |  |
|  | Sebastián Prieto        | Sebastián Prieto        | Sebastián Prieto        | 7           | 6           |  |  |               |                      |                | Sebastián Prieto | Sebastián Prieto | 5 | 3 |              |                |                |              |              |  |
|  | Daniel Homedes-Carballo | Daniel Homedes-Carballo | Daniel Homedes-Carballo | 5           | 0           |  |  |               | Sebastián Prieto     | 62             | 6                | 6                |   |   |              |                |                |              |              |  |
|  | 8                       | Sébastien de Chaunac    | Sébastien de Chaunac    | 6           | 6           |  |  | 8             | Sébastien de Chaunac | 7              | 3                | 3                |   |   |              |                |                |              |              |  |
|  |                         | Graydon Oliver          | Graydon Oliver          | 4           | 4           |  |  |               |                      |                |                  |                  |   |   |              |                |                |              |              |  |

### Sezione 4
|  | Primo turno      | Primo turno      | Primo turno      | Primo turno | Primo turno |  |  | Secondo turno    | Secondo turno    | Secondo turno  | Secondo turno  | Secondo turno  |   |   | Ultimo turno | Ultimo turno   | Ultimo turno   | Ultimo turno | Ultimo turno |  |
|  |                  |                  |                  |             |             |  |  |                  |                  |                |                |                |   |   |              |                |                |              |              |  |
|  |                  | Frank Dancevic   | Frank Dancevic   | 6           | 7           |  |  |                  |                  |                |                |                |   |   |              |                |                |              |              |  |
|  | 4                | Tomáš Zíb        | Tomáš Zíb        | 3           | 63          |  |  | Frank Dancevic   | Frank Dancevic   | 2              | 6              | 6              |   |   |              |                |                |              |              |  |
|  | Dmitrij Tursunov | Dmitrij Tursunov | Dmitrij Tursunov | 6           | 7           |  |  | Dmitrij Tursunov | Dmitrij Tursunov | 6              | 3              | 4              |   |   |              |                |                |              |              |  |
|  | José de Armas    | José de Armas    | José de Armas    | 4           | 5           |  |  |                  |                  |                |                |                |   |   |              | Frank Dancevic | Frank Dancevic | 4            | 2            |  |
|  | Wayne Odesnik    | Wayne Odesnik    | Wayne Odesnik    | 7           | 7           |  |  |                  |                  | 7              | Paul Goldstein | Paul Goldstein | 6 | 6 |              |                |                |              |              |  |
|  | Scott Humphries  | Scott Humphries  | Scott Humphries  | 62          | 5           |  |  |                  | Wayne Odesnik    | Wayne Odesnik  | 3              | 4              |   |   |              |                |                |              |              |  |
|  | 7                | Paul Goldstein   | Paul Goldstein   | 6           | 6           |  |  | 7                | Paul Goldstein   | Paul Goldstein | 6              | 6              |   |   |              |                |                |              |              |  |
|  |                  | Kiantki Thomas   | Kiantki Thomas   | 0           | 3           |  |  |                  |                  |                |                |                |   |   |              |                |                |              |              |  |